# バラライカ
バラライカ（ロシア語: балалайка 、ラテン文字化: balalaika）は、ロシアの代表的な弦楽器の1つ。よりロシア語の発音に近付けた、バララーイカとも呼ばれる。
バラライカはギターと違い、共鳴胴が三角錐形をしているのが特徴。現在の形は19世紀の末に、ロシアの音楽家ワシーリー・アンドレーエフらにより改良・完成されたものである。バラライカにはいくつかの種類があり、音の高いほうからピッコロ・プリマ・セクンダ・アルト・バス・コントラバスなどがある。これらは独奏をはじめ、合奏やバラライカ・オーケストラに用いられ、このうち最もよく演奏される物はプリマである。
弦は3本で、プリマの場合は低い方から順にミ－ミ－ラ（第3と第2弦は同じ音程）に調律するが、場合によっては別の調弦を用いることもある。第3と第2弦はナイロン弦、第1弦は金属弦を張る。奏法は、主に右手の指で弾いて演奏される。